# Ashton Sanders
Ashton Sanders (Carson, 24 de outubro de 1995), é um ator estadunidense. Tornou-se mais conhecido por atuar nos filmes The Retrieval e Moonlight.

## Filmografia

### Cinema
| Ano  | Título                        | Papel           |
| ---- | ----------------------------- | --------------- |
| 2013 | The Retrieval                 | Will            |
| 2015 | Straight Outta Compton        | Criança         |
| 2016 | Moonlight                     | Chiron          |
| 2016 | We Home                       | Javan           |
| 2016 | The Last Virgin in LA         | Josh            |
| 2019 | Native Son                    | Bigger Thomas   |
| 2020 | Untitled Fred Hampton project | Larry Robertson |

### Televisão
| Ano  | Título     | Papel |
| ---- | ---------- | ----- |
| 2016 | The Skinny | Tyler |